# Conus pyruloides
Conus pyruloides é uma espécie de gastrópode do gênero Conus, pertencente a família Conidae.